# Stachyphrynium placentarium
Stachyphrynium placentarium är en strimbladsväxtart som först beskrevs av João de Loureiro, och fick sitt nu gällande namn av Clausager och Finn Borchsenius. Stachyphrynium placentarium ingår i släktet Stachyphrynium och familjen strimbladsväxter. Inga underarter finns listade.